# 元均 (安康县伯)
元均（478年—529年7月12日），字世平，河南郡洛阳县（今河南省洛阳市东）人，魏道武帝拓跋珪的后裔，淮南僖王元显次子，北魏宗室、官员。

## 生平
元均以员外散骑侍郎为起家官，后来以宗室的身份出任关右大使，返回后被任命为散骑常侍、宁朔将军，很快转任冠军将军，又被任命为关中大都督。魏孝庄帝元子攸即位后，元均被任命为征虏将军、通直散骑常侍。永安二年（529年），元颢攻入洛阳，魏孝庄帝北渡黄河，元均与侄子元敬先都在河梁起兵支援魏孝庄帝，元均因为功劳被封为安康县开国伯，食邑五百户，很快加散骑常侍、安东将军。永安二年六月廿一日（529年7月12日），元均在洛阳私人住宅中去世，虚岁五十二，皇帝诏令赠予使持节、都督冀沧幽三州诸军事、骠骑大将军、仪同三司、冀州刺史，谥号孝武，武定二年八月廿日（544年9月22日）与夫人合葬于邺城西面元显之墓旁。

## 其他
北魏和南朝的边境自前代以来互相抢劫掠夺，元均的大哥元遵到荆州担任刺史后，不允许侵犯骚扰南梁。元均当时在荆州担任朝阳戍主，有个南梁戍主的夫人三月三日在沔水旁边游玩，元均就派部曲劫掠她。元遵听说后，责备元均，就将女子送回原来的据点，南梁的人感激元遵。

## 家庭

### 父亲
- 元显，北魏凉州刺史、淮南僖王[3]

### 兄弟
- 元遵，北魏使持节、散骑常侍、都督定州诸军事、平北将军、定州刺史、淮南康王
- 元禹，北魏骠骑将军、左光禄大夫、并州南面大都督、鄄城县伯
- 元菩萨，北魏给事中

### 夫人
- 京兆杜氏，西汉御史大夫杜周的后裔，生有七子六女，天平二年七月廿日（535年9月2日）去世，武定二年八月廿日（544年9月22日）与元均合葬于邺城西面元显之墓旁[3]

### 儿子
- 元忻之，北魏抚军将军、北徐州刺史、安康文贞伯
- 元庆鸾，东魏司徒谘议参军
- 元庆哲，司农少卿